# 596 Scheila
Az 596 Scheila egy a Naprendszer kisbolygói közül, amit August Kopff fedezett fel 1906. február 21-én.